# Xenolobus rufus
Xenolobus rufus är en stekelart som beskrevs av Cameron 1911. Xenolobus rufus ingår i släktet Xenolobus och familjen bracksteklar. Inga underarter finns listade i Catalogue of Life.